# Лук Коумс
Лук Алберт Коумс (енгл. Luke Albert Combs; Хантерсвил, 2. март 1990) амерички је кантри певач и текстописац.
Коумсова музика му је донела две номинације за награду Греми, две iHeart Radio награде, четири Награде Академије кантри музике и шест Награда Асоцијације кантри музике.

## Младост
Рођен је 2. марта 1990. године у Хантерсвилу. Кад је имао осам година породица се преселила у Ешвил. Током средње школе играо је амерички фудбал и наступао са више певачких група. Похађао је Апалачки државни универзитет и радио је као избацивач у бару све док није почео да наступа у истом бару. Први кантри шоу је имао у кафеу Партенон у Буну. Напустио је студије месец дана пред завршетак последње године да би се посветио музичкој каријери. Касније се преселио у Нешвил.

## Дискографија
Студијски албуми
- (2017)
- (2019)
- (2022)
- (2023)